# Puchar Kontynentalny w kombinacji norweskiej 2013/2014
Sezon 2013/2014 Pucharu Kontynentalnego w kombinacji norweskiej rozpoczął się 17 grudnia 2013 w amerykańskim Park City, zaś ostatnie zawody z tego cyklu odbyły się 16 marca 2014 w fińskiej Ruce. Zaplanowano 16 konkursów, w tym dwa sprinty drużynowe. 
Tytułu najlepszego zawodnika bronił Niemiec Andreas Günter. W tym sezonie najlepszy był Austriak Tomaz Druml.

## Kalendarz i wyniki
| Lp  | Data             | Miejscowość | Konkurencja                     | 1. miejsce                                   | 2. miejsce                          | 3. miejsce                                 |
| --- | ---------------- | ----------- | ------------------------------- | -------------------------------------------- | ----------------------------------- | ------------------------------------------ |
| 1.  | 17 grudnia 2013  | Park City   | Gundersen HS100/10 km           | Bill Demong                                  | Lukas Runggaldier                   | Tomaz Druml                                |
| 2.  | 18 grudnia 2013  | Park City   | Gundersen HS100/10 km           | Tomaz Druml                                  | Bill Demong                         | Lukas Runggaldier                          |
| 3.  | 19 grudnia 2013  | Park City   | Gundersen HS100/10 km           | Bill Demong                                  | Tomaz Druml                         | Hugo Buffard                               |
| 4.  | 11 stycznia 2014 | Høydalsmo   | Gundersen HS94/10 km            | Sepp Schneider                               | Marco Pichlmayer                    | Wolfgang Bösl                              |
| 5.  | 12 stycznia 2014 | Høydalsmo   | Gundersen HS94/10 km            | Armin Bauer                                  | Marco Pichlmayer                    | Lukas Greiderer                            |
| 6.  | 1 lutego 2014    | Planica     | Gundersen HS140/15 km           | Zawody odwołane                              | Zawody odwołane                     | Zawody odwołane                            |
| 7.  | 2 lutego 2014    | Planica     | Gundersen HS140/15 km           | Zawody odwołane                              | Zawody odwołane                     | Zawody odwołane                            |
| 8.  | 7 lutego 2014    | Klingenthal | Gundersen HS140/10 km           | Wolfgang Bösl                                | Marco Pichlmayer                    | Ole Martin Storlien                        |
| 9.  | 8 lutego 2014    | Klingenthal | Sprint drużynowy HS140/2x7,5 km | Austria I Harald Lemmerer · Marco Pichlmayer | Niemcy I Tobias Haug · Manuel Faißt | Niemcy II Philipp Blaurock · Wolfgang Bösl |
| 10. | 9 lutego 2014    | Klingenthal | Gundersen HS140/10 km           | Sepp Schneider                               | Marco Pichlmayer                    | Truls Sønstehagen Johansen                 |
| 11. | 21 lutego 2014   | Eisenerz    | Gundersen HS100/10 km           | Truls Sønstehagen Johansen                   | Marco Pichlmayer                    | Sepp Schneider                             |
| 12. | 22 lutego 2014   | Eisenerz    | Gundersen HS100/10 km           | Marco Pichlmayer                             | Truls Sønstehagen Johansen          | Sepp Schneider                             |
| 13. | 23 lutego 2014   | Eisenerz    | Gundersen HS100/10 km           | Wolfgang Bösl                                | Truls Sønstehagen Johansen          | Tobias Kammerlander                        |
| 14. | 8 marca 2014     | Falun       | Gundersen HS134/10 km           | Zawody odwołane                              | Zawody odwołane                     | Zawody odwołane                            |
| 15. | 9 marca 2014     | Falun       | Gundersen HS134/10 km           | Tomaz Druml                                  | Wolfgang Bösl                       | Nicolas Martin                             |
| 16. | 14 marca 2014    | Ruka        | Gundersen HS142/10 km           | Tomaz Druml                                  | Lukas Greiderer                     | Wolfgang Bösl                              |
| 17. | 15 marca 2014    | Ruka        | Gundersen HS142/10 km           | Alexander Brandner                           | Wolfgang Bösl                       | Nicolas Martin                             |
| 18. | 16 marca 2014    | Ruka        | Gundersen HS142/10 km           | Wolfgang Bösl                                | Tomaz Druml                         | Philipp Blaurock                           |

## Wyniki reprezentantów Polski
| Zawodnik | Park City 17.12 | Park City 18.12 | Park City 19.12 | Høydalsmo 11.01 | Høydalsmo 12.01 | Klingenthal 07.02 | Klingenthal 09.02 | Eisenerz 21.02 | Eisenerz 22.02 | Eisenerz 23.02 | Falun 09.03 | Ruka 14.03 | Ruka 15.03 | Ruka 16.03 |
| Adam Cieślar | –               | –               | –               | –               | –               | –                 | –                 | –              | –              | –              | 11          | –          | –          | –          |
| Andrzej Gąsienica | –               | –               | –               | –               | –               | 36                | 40                | 37             | 24             | 29             | 32          | –          | –          | –          |
| Krystian Gryczuk | –               | –               | –               | 50              | –               | –                 | –                 | –              | –              | –              | –           | –          | –          | –          |
| Kacper Kupczak | –               | –               | –               | 44              | 49              | –                 | –                 | –              | –              | –              | –           | –          | –          | –          |
| Szczepan Kupczak | –               | –               | –               | –               | –               | dnf               | 50                | –              | –              | –              | 22          | –          | –          | –          |
| Jan Łowisz | –               | –               | –               | 49              | 47              | –                 | –                 | –              | 46             | 51             | –           | –          | –          | –          |
| Michał Pytel | –               | –               | –               | 46              | 48              | –                 | –                 | 55             | –              | –              | –           | –          | –          | –          |
| Paweł Słowiok | –               | –               | –               | –               | –               | 23                | 23                | 27             | 31             | 25             | 19          | –          | –          | –          |
| Damian Urbaś | –               | –               | –               | –               | 51              | –                 | –                 | –              | –              | –              | –           | –          | –          | –          |
| Mateusz Wantulok | –               | –               | –               | –               | –               | 29                | 45                | 44             | 38             | 38             | –           | –          | –          | –          |
| 1-3 4-30 poniżej 30 dnf – Zawodnik nie ukończył biegu. dns – Zawodnik nie pojawił się na starcie biegu. DNS – Zawodnik nie wystąpił w konkursie głównym.. dsq – Zawodnik został zdyskwalifikowany w konkursie głównym. |                 |                 |                 |                 |                 |                   |                   |                |                |                |             |            |            |            |
| 1 Zawodnik został zdyskwalifikowany po skoku/przed skokiem za nieodpowiedni z regulaminem kombinezon.. |                 |                 |                 |                 |                 |                   |                   |                |                |                |             |            |            |            |

## Klasyfikacje
| Lp.   | Zawodnik           | Punkty |
| ----- | ------------------ | ------ |
| 1.    | Tomaz Druml        | 728    |
| 2.    | Wolfgang Bösl      | 699    |
| 3.    | Lukas Greiderer    | 565    |
| 4.    | Marco Pichlmayer   | 500    |
| 5.    | Sepp Schneider     | 362    |
| 6.    | Harald Lemmerer    | 361    |
| 7.    | Matthias Hochegger | 351    |
| 8.    | Alexander Brandner | 333    |
| 9.    | Truls S. Johansen  | 330    |
| 10.   | Nicolas Martin     | 322    |
| . . . |                    |        |
| 55.   | Paweł Słowiok      | 38     |
| 66.   | Adam Cieślar       | 24     |
| 81.   | Andrzej Gąsienica  | 9      |
| 81.   | Szczepan Kupczak   | 9      |
| 91.   | Mateusz Wantulok   | 2      |

| Lp. | Zawodnik          | Punkty |
| --- | ----------------- | ------ |
| 1.  | Austria           | 4236   |
| 2.  | Niemcy            | 1864   |
| 3.  | Norwegia          | 1268   |
| 4.  | Francja           | 1194   |
| 5.  | Finlandia         | 588    |
| 6.  | Stany Zjednoczone | 551    |
| 7.  | Włochy            | 527    |
| 8.  | Słowenia          | 161    |
| 9.  | Estonia           | 155    |
| 10. | Czechy            | 139    |
| 11. | Polska            | 112    |
| 12. | Ukraina           | 34     |
| 13. | Kanada            | 24     |
| 14. | Szwajcaria        | 19     |
| 15. | Japonia           | 16     |
| 16. | Rosja             | 5      |